# Sigvard Berggren
Gustaf Sigvard Berggren, född 2 oktober 1923 i Brännkyrka församling, Stockholm, död 30 april 2009 i Kinna, Västergötland, var en svensk ingenjör, affärsman och författare. Han grundade Borås djurpark och Brämhults Juice.
Sigvard Berggren växte upp i Stockholm, och arbetade bland annat som tekniker vid LM Ericsson. År 1950 flyttade han till Borås och Frufällan. Så småningom påbörjade han tillverkningen vid Råsaftscentralen i Tosseryd, ett företag som senare blev Brämhults Juice.
Berggren konstruerade även en egen spektakulär bil som han kallade Futurecar. Den finns idag utställd på Lane Motor Museum, Nashville Tenessee.
Under en av Sigvard Berggrens resor till Sudan påträffade han en lejonunge, vars mor hade blivit skjuten. Berggren fattade tycke för den lilla ungen som han döpte till Simba och tog med sig tillbaka till Tosseryd. Simba medverkar i Nils Poppe-filmen Lejon på stan från 1959. Simba fick snart sällskap av andra djur och 1962 grundade Sigvard Berggren Borås djurpark, där han förverkligade sin idé om att låta olika djurarter leva tillsammans på savannen. Han var chef fram till 1969.
Sigvard Berggren och hans hustru tillbringade mycket tid i Afrika och då främst i Kenya. Under femton års tid engagerade de sig i olika projekt med ekologi och miljö i fokus, framför allt i grävandet av solenergibrunnar. Paret levde även en tid med massajerna i nationalparken Amboseli.
Sigvard Berggren är gravsatt på S:t Sigfrids griftegård i Borås.